# Alfred Amelot
Pour les articles homonymes, voir Amelot.
Alfred Joannes Ludovicus Amelot, né à Gand le 17 mars 1868 et décédé dans la même ville le 23 janvier 1966 fut un homme politique flamand libéral.
Il fut docteur en droit, notaire, propriétaire foncier; président de la fédération des Mutualités libérales d'Audenarde.
Il fut bourgmestre de Zingem pendant 68 ans (1896-1964) ce qui est le mandat de bourgemestre le plus long de Belgique. Il fut aussi député de l'arrondissement de Audenaerde de 1919 à 1950.